# Branscombe
Pour les articles homonymes, voir Branscombe (homonymie).
Branscombe est un village et une paroisse civile du Devon, en Angleterre. Il est situé dans l'est du comté, sur le littoral de la baie de Lyme, à 9 km à l'est de la ville de Sidmouth. Les localités les plus proches sont Salcombe Regis à l'ouest et Beer à l'est. Administrativement, il relève du district de East Devon.

## Toponymie
Branscombe provient du vieil anglais cumb « vallée », suffixé au nom Branoc, un prénom d'origine celtique. Le toponyme est attesté sous la forme Branecescumbe au IXe siècle. Dans le Domesday Book, compilé en 1086, le village est mentionné en tant que Branchescombe.

## Histoire
Branscombe fait partie des domaines que le roi anglo-saxon Alfred le Grand lègue à son fils cadet Æthelweard dans son testament, dressé dans les années 880. Il passe ultérieurement entre les mains des évêques d'Exeter, décrits comme ses propriétaires dans le Domesday Book, compilé à la fin du règne de Guillaume le Conquérant. Branscombe y apparaît comme un village de 28 feux dont la valeur annuelle est estimée à 6 livres en 1086.
En janvier 2007, le porte-conteneurs MSC Napoli est échoué sur une plage près de Branscombe après que la tempête Kyrill a contraint son équipage à l'abandonner.

## Démographie
Au recensement de 2011, la paroisse civile de Branscombe comptait 507 habitants.
| Année      | 1801 | 1811 | 1821 | 1831 | 1841 | 1851  | 1881 | 1891 | 1901 | 1911 | 1921 | 1931 | 1951 | 1961 | 2011 |
| ---------- | ---- | ---- | ---- | ---- | ---- | ----- | ---- | ---- | ---- | ---- | ---- | ---- | ---- | ---- | ---- |
| Population | 603  | 595  | 773  | 829  | 956  | 1 017 | 842  | 742  | 627  | 606  | 588  | 538  | 670  | 626  | 507  |

## Culture locale et patrimoine

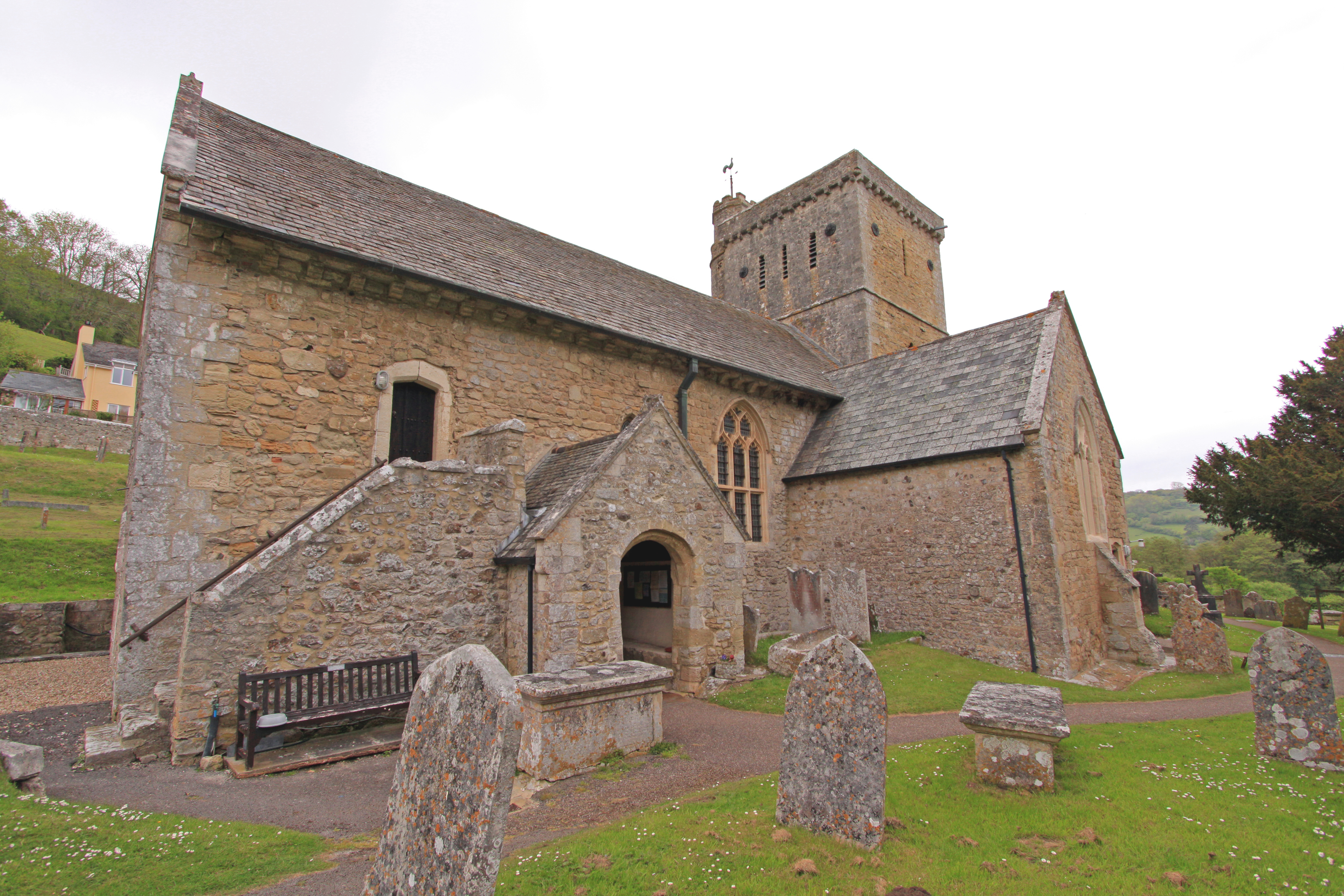
L'église Sainte-Winefride.

L'église paroissiale de Branscombe est dédiée à Winefride de Treffynnon, une sainte galloise du VIIe siècle. La plus ancienne partie du bâtiment, sa tour et sa nef, remontent au XIIe siècle, avec des éléments peut-être plus anciens encore, antérieurs à la conquête normande de l'Angleterre, à la base de la tour. Le reste de l'église a été construit et rénové de manière continue au fil des siècles, jusqu'à une restauration approfondie au début du XXe siècle. Elle constitue un monument classé de Grade I depuis 1955.